# Gyland
Gyland is een dorp en een voormalige gemeente in de voormalige  fylke Vest-Agder in het zuiden van Noorwegen. De gemeente bestond tussen 1894 en 1965 toen het samen met Nes, Hidra en het grootste deel van Bakke werd samengevoegd met de stad Flekkefjord. De gemeente bestaat nog wel als parochie van de Noorse kerk. De huidige parochiekerk werd gebouwd in 1815 maar niet op de huidige locatie. In 1929 werd het gebouw verplaatst van het dorp Gyland naar de huidige locatie in het gehucht Nuland. Een paar kilometer ten zuiden van het dorp ligt station Gyland.